# 豊中市立第十七中学校
豊中市立第十七中学校（とよなかしりつ だいじゅうしちちゅうがっこう）は、大阪府豊中市西泉丘二丁目にある公立中学校。生徒会と教員との交渉の末、自由服制を採用している。豊中市では5番目に生徒数が多い。

## 生徒数
令和6年（2024年）5月1日現在、全校生徒は718人で、学級数は18学級である。生徒数は各学年男女共に120名前後。支援学級と通級指導もある。

## 沿革[2]
- 1981年 - 6月23日 - 校舎創立
- 1982年
  - 4月1日 - 開校。
  - 5月28日 - 校章制定。
  - 7月14日 - 標準服制定。
- 1984年 - 11月17日 - 校歌発表記念式典を挙行。
- 1992年 - 5月30日 - 創立10周年記念モニュメント完成  ヒラドツツジ30本植樹
- 1994年 - 7月7日-文部省より中学校進路指導総合改善事業研究指定を受ける。
- 1998年 - 4月7日 -生徒会の呼びかけにより自由服化になる。
- 2003年 - 9月1日-渡り廊下改修工事完了する。
- 2003年 - 11月8日 - 十七中学校区地域教育協議会「いも堀りフェスタ」初開催
- 2007年 - 夏季休業中に各教室にクーラー設置工事を行う。[注 1]。
- 2008年 - 特別支援教育協力校に指定される。
- 2010年 - 冬季休業中から順次屋上に太陽光発電を設置する。
- 2010年 - 18年間、校内に住みついていた猫、「ジャンボ」が永眠する。
- 2014年 - 本館教室棟の北側の増築工事を行う。
- 2017年 - 従来の豊中市立第十五中学校の校区の一部を編入。
- 2018年 - 6月18日 - 大阪府北部地震により渡り廊下が損壊。
- 2021年
  - 6月23日 -  開校40周年を迎える。
  - 12月14日 - 校舎周辺のイルミネーションが開始される。[3]
- 2022年 - 豊中市内全校で日本の学校給食が始まる。[4]

## 通学小学校区域
- 豊中市立泉丘小学校の通学区域全域。
- 豊中市立緑地小学校の通学区域の一部。
- 豊中市立東泉丘小学校の通学区域全域。
- 豊中市立中学校通学区域一覧表 を参照[5]。

## 生徒会活動・部活動

### 生徒会
- 会長1名 会計1名 副会長2名 書記2名 を年二回選出する。[6]

### 部活動[7]
- ソフトボール部
- 野球部
- 陸上部
- サッカー部
- バスケットボール部
- バレーボール部
- バドミントン部
- 卓球部
- 水泳部
- テニス
- 吹奏楽部
- 科学部
- 美術部
- 家庭科部

#### 実績
- 硬式テニス　ダブルス　近畿大会出場（2019年）
- ソフトボール　夏　大阪中学校選手権大会　3位→近畿大会出場（2022年）
- サッカー　夏　大阪中学校選手権大会　3位（2023年）
- 吹奏楽　夏　関西吹奏楽コンクール　出場（2024年）[8]

## 教育方針
「人とのつながり大切に笑顔の花を咲かせよう」を掲げている。
＜具体的生活目標＞
1. 笑顔で、あいさつ
2. けじめある生活
3. 高めあう、励ましあう仲間
4. しっかり清掃   きれいな心

## 通学区域
旭丘・長興寺北1-3丁目・西泉丘1-3丁目・東泉丘1-4丁目・南桜塚4丁目（9-19番）・夕日丘3丁目・広田町・服部緑地（府道熊野大阪線以北）

## 交通
1. 桃山台駅から阪急バス55系統緑地公園グリーンハイツ前行き乗車、終点下車、南西へ300m
2. 緑地公園駅から北西へ800m
3. 岡町駅・豊中駅から阪急バス桃山台駅行き乗車、旭丘下車、南東へ700m（10分）[11]

## 著名な出身者
- 川端龍（柔道）
- 山井大介（野球）
- 松原有沙（サッカー）
- 美羽愛（宝塚歌劇団）